# Significant Others
Significant Others foi uma série de televisão de curta duração, exibida originalmente pela Fox em 1998. Em 2004, depois que Jennifer Garner ganhou fama em Alias, o seriado foi lançado em DVD, que incluía os episódios nunca exibidos anteriormente.

## Elenco
- Jennifer Garner como Nell
- Michael Weatherly como Ben Chasen
- Scott Bairstow como Henry Callaway
- Eion Bailey como Cambell Chasen
- Gigi Rice como Charlotte Lerner
- Elizabeth Mitchell como Jane Chasen

## Episódios
Significant Others teve no total, apenas seis episódios produzidos, e apenas três exibidos pela FOX, entre 11 e 25 de Março de 1998.
| # | Título             | Exibição Original |
| - | ------------------ | ----------------- |
| 1 | Pilot              | 1998, 11 de Março |
| 2 | The Next Big Thing | 1998, 18 de Março |
| 3 | The Plan           | 1998, 25 de Março |
| 4 | The Shoot          | Não exibido       |
| 5 | My Left Kidney     | Não exibido       |
| 6 | Matters of Gravity | Não exibido       |